# Obergailnau
Obergailnau ist ein Gemeindeteil der Gemeinde Wettringen im Landkreis Ansbach (Mittelfranken, Bayern). Obergailnau liegt in der Gemarkung Gailnau.

## Geografie
Der Weiler liegt auf der Schillingsfürst-Wettringer Hardt, die Teil der Frankenhöhe ist. Circa einen halben Kilometer südlich des Ortes befindet sich der Gailnauer Berg (543 m ü. NHN), 1 km nordöstlich der Wölfleinsberg (545 m ü. NHN). Im Westen grenzt das Flurgebiet Vorderer Grund an. Beim Gailnauer Berg gibt es einen Hangrutsch, der als Geotop und als Naturdenkmal geschützt ist. Des Weiteren gibt es einen Feldahorn und eine Lärche, die als Naturdenkmäler ausgezeichnet sind. Eine Gemeindeverbindungsstraße führt nach Untergailnau (0,8 km nordwestlich) bzw. nach Harlang zur Kreisstraße AN 16 (2 km südlich).

## Geschichte
Mit dem Gemeindeedikt (frühes 19. Jahrhundert) wurde Obergailnau dem Steuerdistrikt und der Ruralgemeinde Gailnau zugewiesen. Im Zuge der Gebietsreform in Bayern wurde diese am 1. Mai 1978 nach Wettringen eingemeindet.
Knapp südlich des Ortes liegt auf einem Bergkegel eine abgegangene mittelalterliche Höhenburg, in einer Karte des 19. Jh. noch als „Feste“ bezeichnet.

### Baudenkmal
- Ruhbank, 2. Hälfte 19. Jahrhundert, gestiftet für Kardinal Gustav Adolf Prinz zu Hohenlohe-Schillingsfürst.[6]

### Einwohnerentwicklung
| Jahr      | 001818 | 001840 | 001861 | 001871 | 001885 | 001900 | 001925 | 001950 | 001961 | 001970 | 001987 |
| Einwohner | 14     | 22     | 24     | 20     | 21     | 16     | 15     | 22     | 16     | 10     | 9      |
| Häuser    | 1      | 3      |        |        | 3      | 3      | 3      | 4      | 4      |        | 3      |
| Quelle    | [ 8 ]  | [ 9 ]  | [ 10 ] | [ 11 ] | [ 12 ] | [ 13 ] | [ 14 ] | [ 15 ] | [ 16 ] | [ 17 ] | [ 1 ]  |

## Religion
Der Ort ist seit der Reformation evangelisch-lutherisch geprägt und bis heute nach St. Alban (Untergailnau) gepfarrt. Die Einwohner römisch-katholischer Konfession sind nach Kreuzerhöhung (Schillingsfürst) gepfarrt.